# Capnioneura mitis
Capnioneura mitis är en bäcksländeart som beskrevs av Raymond Justin Marie Despax 1932. Capnioneura mitis ingår i släktet Capnioneura och familjen småbäcksländor. Inga underarter finns listade i Catalogue of Life.